# Gornjolužičkosrpski jezik
Gornjolužičkosrpski jezik (hornjoserbsce, hornjoserbski, hornoserbski; gornjolužički, haut sorabe, Obersorbisch, Upper Lusatian, Wendish; ISO 639-3: hsb) jezik jednog dijela Lužičkih Srba koji se govori u Saskoj u Njemačkoj. Ima oko 18 000 govornika (1995.) u Njemačkoj, ali etnička populacija iznosi znatno više, 45 000.
Važnija gradska središta su Bautzen (Budyšin) i Kamenz koji imaju svoje vlastite dijalekte nazvane po njima. Uči se u osnovnim školama; javlja se u novinama i radio programu. Pismo je latinica.
Pripada zapadnoslavenskoj skupini i lužičkosrpskoj podskupini jezika.

## Vanjske poveznice
- Ethnologue (14th)
- Ethnologue (15th)